# 24h Le Mans 1970
24h Le Mans 1970 – 38. edycja długodystansowego wyścigu 24h Le Mans. Wyścig odbył się w dniach 13–14 czerwca 1970, udział w nim wzięło 103 kierowców z 15 państw.
Podczas wyścigu kręcono materiał do filmu Le Mans do tego został wykorzystany samochód załogi zespołu Solar Productions, który został wyposażony w kamery filmowe.

## Informacje
| Statystyki                  | Statystyki            |
| --------------------------- | --------------------- |
| Długość okrążenia           | 13,469 km             |
| Dystans wyścigu             | 4 607,810 km          |
| Średnia prędkość            | 191,992 km/h          |
| Najszybsze okrążenie        | Vic Elford (3:21,000) |
| Kierowcy według narodowości |                       |
| Francja                     | 30                    |
| Wielka Brytania             | 17                    |
| Szwajcaria                  | 11                    |
| Pozostali (12 narodowości)  | 45                    |
| Łącznie                     | 103                   |

## Wyniki wyścigu
| Poz. | Klasa             | Nr | Zespół                                                | Kierowcy                                             | Samochód           | Silnik                    | Okrążenia |
| ---- | ----------------- | -- | ----------------------------------------------------- | ---------------------------------------------------- | ------------------ | ------------------------- | --------- |
| 1    | S 5.0             | 23 | Porsche KG Salzburg                                   | Hans Herrmann Richard Attwood                        | Porsche 917K       | Porsche 4.5L Flat-12      | 343       |
| 2    | S 5.0             | 3  | Martini Racing Team                                   | Gérard Larrousse Willi Kauhsen                       | Porsche 917L       | Porsche 4.5L Flat-12      | 338       |
| 3    | P 3.0             | 27 | Martini Racing Team                                   | Rüdi Lins Helmut Marko                               | Porsche 908/2L     | Porsche 3.0L Flat-8       | 335       |
| 4    | S 5.0             | 11 | North American Racing Team                            | Ronnie Bucknum Sam Posey                             | Ferrari 512S       | Ferrari 5.0L V12          | 313       |
| 5    | S 5.0             | 12 | Écurie Francorchamps                                  | Hughes de Fierlandt Alistair Walker                  | Ferrari 512S       | Ferrari 5.0L V12          | 305       |
| 6    | GT 2.0            | 40 | Établissement Sonauto                                 | Claude Ballot-Léna Guy Chasseuil                     | Porsche 914/6 GT   | Porsche 2.0L Flat-6       | 285       |
| 7    | GT 2.5            | 47 | Écurie Luxembourg                                     | Erwin Kremer Nicolas Koob                            | Porsche 911S       | Porsche 2.3L Flat-6       | 282       |
|      | Niesklasyfikowani |    |                                                       |                                                      |                    |                           |           |
| 8    | GT +5.0           | 2  | Greder Racing                                         | Henri Gréder Jean-Pierre Rouget                      | Chevrolet Corvette | Chevrolet 7.0L V8         | 286       |
| 9    | P 3.0             | 29 | Solar Productions                                     | Herbert Linge Jonathan Williams                      | Porsche 908/2      | Porsche 3.0L Flat-8       | 282       |
| 10   | P 3.0             | 57 | North American Racing Team                            | Tony Adamowicz Chuck Parsons                         | Ferrari 312P Coupe | Ferrari 3.0L V12          | 281       |
| 11   | GT 2.5            | 62 | René Mazzia                                           | René Mazzia Pierre Mauroy                            | Porsche 911S       | Porsche 2.2L Flat-6       | 275       |
| 12   | GT 2.0            | 42 | Wicky Racing Team                                     | Sylvain Garant Guy Verrier                           | Porsche 911TH      | Porsche 2.0L Flat-6       | 271       |
| 13   | GT 2.5            | 67 | Jacques Dechaumel                                     | Jean-Claude Parot Jacques Dechaumel                  | Porsche 911S       | Porsche 2.2L Flat-6       | 271       |
| 14   | GT 2.5            | 45 | Claude Laurent                                        | Claude Laurent Jacques Marché                        | Porsche 911S       | Porsche 2.2L Flat-6       | 262       |
| 15   | GT 2.0            | 64 | Claude Haldi / Hart Ski Racing                        | Jean Sage Pierre Greub                               | Porsche 911S       | Porsche 2.0L Flat-6       | 254       |
| 16   | GT 2.0            | 66 | Raymond Touroul                                       | Jean-Claude Lagniez Claude Swietlik                  | Porsche 911S       | Porsche 2.0L Flat-6       | 231       |
|      | Nie ukończyli     |    |                                                       |                                                      |                    |                           |           |
| 17   | P 3.0             | 34 | Donald Healey Motor Company                           | Roger Enever Andrew Hedges                           | Healey SR XR37     | Repco 740 3.0L V8         | 264       |
| 18   | S 5.0             | 25 | Porsche KG Salzburg                                   | Vic Elford Kurt Ahrens Jr.                           | Porsche 917L       | Porsche 4.9L Flat-12      | 225       |
| 19   | P 3.0             | 36 | Autodelta SpA                                         | Piers Courage Andrea de Adamich                      | Alfa Romeo T33/3   | Alfa Romeo 3.0L V8        | 222       |
| 20   | P 3.0             | 35 | Autodelta SpA                                         | Nanni Galli Rolf Stommelen                           | Alfa Romeo T33/3   | Alfa Romeo 3.0L V8        | 213       |
| 21   | P 2.0             | 49 | Paul Watson Racing Organisation / Chevron Racing Team | Ian Skailes John Hine                                | Chevron B16        | Ford Cosworth FVC 1.8L I4 | 213       |
| 22   | P 2.0             | 44 | Paul Watson Racing Organisation / Chevron Racing Team | Clive Baker Digby Martland                           | Chevron B16        | BMW 2.0L I4               | 187       |
| 23   | P 2.5             | 61 | Wicky Racing Team                                     | André Wicky Jean-Pierre Hanrioud                     | Porsche 907        | Porsche 2.2L Flat-6       | 161       |
| 24   | S 5.0             | 20 | John Wyer Automotive Engineering                      | Jo Siffert Brian Redman                              | Porsche 917K       | Porsche 4.9L Flat-12      | 156       |
| 25   | S 5.0             | 5  | SpA Ferrari SEFAC                                     | Jacky Ickx Peter Schetty                             | Ferrari 512S       | Ferrari 5.0L V12          | 142       |
| 26   | GT 2.5            | 63 | Rey Racing                                            | Jacques Rey Bernard Chenevière                       | Porsche 911S       | Porsche 2.3L Flat-6       | 132       |
| 27   | S 5.0             | 9  | Escuderia Montjuich                                   | José Juncadella Juan Fernandez                       | Ferrari 512S       | Ferrari 5.0L V12          | 130       |
| 28   | P 2.0             | 60 | Guy Verrier                                           | Daniel Rouveyran Willy Meier                         | Porsche 910        | Porsche 2.0L Flat-6       | 128       |
| 29   | GT 2.5            | 65 | Claude Haldi / Hart Ski Racing                        | Claude Haldi Arthur Blank                            | Porsche 911S       | Porsche 2.2L Flat-6       | 124       |
| 30   | P 2.0             | 46 | Christian Poirot                                      | Christian Poirot Ernst Kraus                         | Porsche 910        | Porsche 2.0L Flat-6       | 120       |
| 31   | S 5.0             | 18 | David Piper Autorace AAW Racing Team                  | David Piper Gijs van Lennep                          | Porsche 917K       | Porsche 4.5L Flat-12      | 112       |
| 32   | S 5.0             | 16 | Scuderia Filipinetti Scuderia Picchio Rosso           | Giampiero Moretti Corrado Manfredini                 | Ferrari 512S       | Ferrari 5.0L V12          | 111       |
| 33   | S 5.0             | 4  | Racing Team VDS                                       | Teddy Pilette Gustave Gosselin                       | Lola T70 Mk. IIIB  | Chevrolet 4.9L V8         | 109       |
| 34   | GT 2.5            | 43 | Jean-Pierre Gaban                                     | Jean-Pierre Gaban Willy Braillard                    | Porsche 911S       | Porsche 2.2L Flat-6       | 109       |
| 35   | P 3.0             | 31 | Equipe Matra-Simca                                    | Jean-Pierre Beltoise Henri Pescarolo                 | Matra-Simca MS660  | Matra 3.0L V12            | 79        |
| 36   | P 3.0             | 32 | Equipe Matra-Simca                                    | Jack Brabham François Cevert                         | Matra-Simca MS650  | Matra 3.0L V12            | 76        |
| 37   | P 3.0             | 30 | Equipe Matra-Simca                                    | Patrick Depailler Jean-Pierre Jabouille Tim Schenken | Matra-Simca MS650  | Matra 3.0L V12            | 70        |
| 38   | GT 2.5            | 59 | Jean Egreteaud                                        | Jean Egreteaud Jean Mésange                          | Porsche 911S       | Porsche 2.2L Flat-6       | 70        |
| 39   | P 2.0             | 50 | Écurie Intersports S.A.                               | Guy Ligier Jean-Claude Andruet                       | Ligier JS1         | Ford Cosworth FVC 1.8L I4 | 65        |
| 40   | S 5.0             | 10 | Gelo Racing Team North American Racing Team           | Helmut Kelleners Georg Loos                          | Ferrari 512S       | Ferrari 5.0L V12          | 54        |
| 41   | S 5.0             | 22 | John Wyer Automotive Engineering                      | David Hobbs Mike Hailwood                            | Porsche 917K       | Porsche 4.5L Flat-12      | 49        |
| 42   | P 3.0             | 38 | Autodelta SpA                                         | Teodoro Zeccoli Carlo Facetti                        | Alfa Romeo T33/3   | Alfa Romeo 3.0L V8        | 43        |
| 43   | S 5.0             | 7  | SpA Ferrari SEFAC                                     | Derek Bell Ronnie Peterson                           | Ferrari 512S       | Ferrari 5.0L V12          | 39        |
| 44   | S 5.0             | 8  | SpA Ferrari SEFAC                                     | Arturo Merzario Clay Regazzoni                       | Ferrari 512S       | Ferrari 5.0L V12          | 38        |
| 45   | GT +5.0           | 1  | Écurie Léopard                                        | Jacques Bourdon Jean-Claude Aubriet                  | Chevrolet Corvette | Chevrolet 7.0L V8         | 37        |
| 46   | S 5.0             | 15 | Scuderia Filipinetti                                  | Mike Parkes Herbert Müller                           | Ferrari 512S       | Ferrari 5.0L V12          | 37        |
| 47   | S 5.0             | 14 | Scuderia Filipinetti                                  | Joakim Bonnier Reine Wisell                          | Ferrari 512S       | Ferrari 5.0L V12          | 36        |
| 48   | S 5.0             | 21 | John Wyer Automotive Engineering                      | Pedro Rodriguez Leo Kinnunen                         | Porsche 917K       | Porsche 4.9L Flat-12      | 22        |
| 49   | P 2.0             | 48 | Levi's International Racing                           | Julian Vernaeve Yves Deprez                          | Chevron B16        | Mazda 10A 1.0L Rotor      | 19        |
| 50   | S 5.0             | 6  | SpA Ferrari SEFAC                                     | Nino Vaccarella Ignazio Giunti                       | Ferrari 512S       | Ferrari 5.0L V8           | 7         |
| 51   | P 3.0             | 37 | Autodelta SpA                                         | Toine Hezemans Masten Gregory                        | Alfa Romeo T33/3   | Alfa Romeo 3.0L V8        | 5         |

| Legenda | Legenda                       |
| ------- | ----------------------------- |
| 4       | Zwycięzcy poszczególnych klas |
| 7       | Najszybsze okrążenie          |
| 21 DK   | Dyskwalifikacja               |